# Weissia novae-valisiae
Weissia novae-valisiae là một loài Rêu trong họ Pottiaceae. Loài này được (Broth. ex G. Roth) I.G. Stone miêu tả khoa học đầu tiên năm 1980.